# Arctoconopa insulana
Arctoconopa insulana là một loài ruồi trong họ Limoniidae. Chúng phân bố ở miền Cổ bắc.